# Рандон, Жильбер
Жильбе́р Рандо́н (фр. Gilbert Randon; 1814, Лион — 1884, Париж) — французский художник-карикатурист; настоящая фамилия Рандоненсберг.

## Биография
Был самоучкой. Начало его самостоятельной жизни было бурным: он последовательно работал помощником клерка в адвокатской конторе, учеником стекольщика, кассиром в книжном магазине, учеником литографа, а затем поступил на военную службу, с которой, однако, ушёл в отставку, когда представилась возможность получить работу оформителя пригласительных открыток. В 1850 году приехал в Париж для защиты своего кузена Надара, и эта защита открыла ему дорогу к работе и собственной колонке рисунков в сатирической газете «Journal pour rire», возглавлявшейся Филиппоном. Газета имела республиканскую направленность, и Рандон, сам будучи республиканцем, активно занялся рисованием антимонархических карикатур. Его политические сатиры пользовались большой популярностью, а сам он в преддверии режима Второй империи мог оказаться в тюрьме, однако после государственного переворота Луи-Наполеона решил выбрать менее опасную область творчества и обратился к военной карикатуре, которая принесла доход и быстрый успех.
В общей сложности он работал карикатуристом почти 30 лет; свои работы помещал не только в «Journal pour rire», но и в «Journal amusant» и других изданиях. Во Франции конца XIX века многие его работы оценивались как слишком жёсткие относительно изображённого в них гротеска и не слишком хорошо исполненные с художественной точки зрения, однако последнее сами же французские критики оправдывали использованием первоначальных рисунков и техническим несовершенством способа их копирования — цинкографии. В России, напротив, его работы оценивались как «забавные, полные жизни картинки». Помимо военного быта и политических карикатур, Рандон изображал и жизнь простых людей Франции своего времени. Часть его карикатур была выпущена в виде альбомов, которые уже в конце XIX века стали большой редкостью и разыскивались коллекционерами.